# Violinek
Violinek (1958-1970) – pierwszy w Polsce Telewizyjny Teatrzyk Piosenki Violinek powstał w ramach Redakcji Programów Dziecięcych TVP. 

## Historia
Założycielem i kierownikiem programu, od początku cieszącego się ogromnym zainteresowaniem i sympatią dzieci i dorosłych widzów, był Zbigniew Rymarz. 
Emisje programu w TVP trwały do roku 1968. Po opuszczeniu progów telewizji Violinek występował jeszcze dwa lata, do 1970. Zapraszany był na różne imprezy dla dzieci. Często gościł w Filharmonii Warszawskiej i na innych scenach /np. w Sali Kongresowej/, brał udział w koncertach dla dzieci prowadzonych przez Ciocię Jadzię (Jadwigę Mackiewicz).
Strona Fanów Violinka